# Europejskie Centrum Praw Romów
Europejskie Centrum Praw Romów – organizacja mająca na celu zwalczanie rasizmu wobec Romów. 

## Cele
Celem organizacji jest zwalczanie rasizmu wobec Romów i naruszeń praw człowieka. Organizacja zajmuje się także szkoleniem działaczy i wolontariuszy oraz obroną interesów diaspory romskiej.

## Historia
Organizacja powstała w 1996 roku w Budapeszcie (obecnie jej siedzibą jest Bruksela). W tym samym roku Europejskie Centrum Praw Romów wniosło swoją pierwszą sprawę do Europejskiego Trybunału Praw Człowieka; wtedy także organizacja wygrała swoją pierwszą sprawę (przed Czeskim Trybunałem Konstytucyjnym). W 2007 roku organizacja otrzymała nagrodę Maxa van der Stoela. W 2012 organizacja ta wygrała Sztokholmską Nagrodę Praw Człowieka, zaś w 2018 nagrodę Raoula Wallenberga. W 2018 roku organizacja założyła sekcje dla wolontariuszy. Obecnym prezesem organizacji jest Ðorđe Jovanović. W swojej historii organizacja wielokrotnie wygrywała sprawy w Europejskim Komitecie Praw Społecznych (między innymi przeciwko Francji, Grecji i Bułgarii) i Europejskim Trybunale Praw Człowieka (między innymi przeciwko Czechom i Chorwacji).